# بيتسي ولف
بيتسي ولف (بالإنجليزية: Betsy Wolfe)‏ هي ممثلة أمريكية، ولدت في 1 يونيو 1982 في فيساليا في الولايات المتحدة.

## وصلات خارجية
- بيتسي ولف على موقع IMDb (الإنجليزية)
- بيتسي ولف على موقع ميوزك برينز (الإنجليزية)
- بيتسي ولف على موقع قاعدة بيانات برودواي على الإنترنت (الإنجليزية)
- بيتسي ولف على موقع ديسكوغز (الإنجليزية)
- بيتسي ولف على موقع قاعدة بيانات الفيلم (الإنجليزية)